# 파바롤로
파바롤로(이탈리아어: Pavarolo)는 이탈리아 피에몬테주의 토리노 광역시에 있는 코무네로, 토리노에서 동쪽으로 약 10킬km(6mi) 정도 떨어져 있다. 파바롤로는 가시노토리네세, 카셀레토리네세, 발디세로 토리네세, 몬탈도 토리네세 및 키에리와 접해 있다.